# M35 2.5tトラック
M35 2.5tトラックは、第二次世界大戦後にアメリカ合衆国で開発・運用された、軍用6×6輪駆動の2.5tトラックである。1950年代-2000年代まで、約50年以上に渡り、アメリカ軍および、世界中の輸出先で使用された。

## 概要
第二次世界大戦時、アメリカ軍はGMC CCKWをはじめとする2.5トントラックを総計80万両以上生産し、運用していた。大戦後の1949年、これらの2.5トントラックの後継車種として、レオ・モーター・カー・カンパニー社が6×6輪駆動の新型2.5トントラックを開発し、M34として採用された。この車両はタイヤサイズ11.00×R20で後輪がシングルタイヤであったが、その後、タイヤサイズを9.00×R20とし、後輪をダブルタイヤに変更した車両がM35として採用された。M35の積載量2.5tの表記は先代にあたるCCKWと同様にオフロードでの数値であり、路面状態の良い舗装道路では最高約4.5トン程度の積載量を持っている。設計には極端に先進的な技術などは使われず、シンプルかつ保守的で堅実な設計となっており、信頼性は高く、アメリカ軍に導入後、程なくして中型クラストラックの中核を占める存在となった。その働きから、M35はEager Beaverのニックネームで呼ばれる事もあった（Eager Beaverは、熱心に巣作りをするビーバーの様子から転じて、働き者、頑張り屋といった意味を持つ語である）。また、CCKWと同じく、デュース・アンド・ア・ハーフ（Deuce and a half, 2トン半の意）のニックネームも使われている。M35は導入後、何度かの改修を受けながら約50年の期間に渡って運用が続けられることとなった。M35 2.5tトラックとほぼ同時期に開発された、非常によく似たデザインのM54 5tトラックが、1970年代にはM809、1980年代にはM939に更新されていったのとは対照的であるとも言える。
M35トラックシリーズにも、CCKWと同様の多数の派生型が存在する。基本となる三種類のホイールベース（ショート、ロング、エクストラロング）の車台があり、それぞれに、巻き上げ能力4.5tのウインチ装備型と、未装備型がある。キャブは基本的にソフトトップで、リングマウントを装着しM2重機関銃を装備可能である。開発と同時期に発生した朝鮮戦争には、CCKWおよび、その後継のM135 2.5tトラックが主に使用されていたが、ベトナム戦争時にはM54とともにM35がアメリカ軍トラックの中核となっており、多数が投入され活躍した。一部のM35は、補給コンボイを護衛するガントラックに改造され使用された。多くの場合、キャブと荷台の周囲に鋼鉄製の装甲板を装着し、全周をカバーできるよう、4丁程度のM2重機関銃を装備する例が多かったが、中にはM16対空自走砲に搭載されていた、M45 4連装M2重機関銃座を搭載した車両も存在した。また、1991年の湾岸戦争では、M54はM939に更新されていたが、M35は現役で使用されており、サンドカラーに再塗装されたM35はアラビア半島の砂漠地域でも活動する事となった。1990年代末頃からは後継のFMTVシリーズに更新が始まったが、一部の車両は2003年のイラク戦争にも派遣され、多くの輸出先でも現役使用が続けられていた。
最初に生産されたM35には、レオ製のゴールド・コメット OA331 ガソリンエンジンが搭載されていた。ガソリンエンジン型のM35はレオ社で主に生産されたが、スチュードベーカー社でも生産され、カーチス・ライト社でもダンプトラック型が生産された。1960年代に、燃料補給を容易にするため、コンチネンタル製LDS-427-2 マルチフューエルエンジンへ換装する改良が行われた。この改良を行ったM35はM35A1の形式番号となり、系列の派生車種もこれに倣った。しかし、このエンジンはヘッドガスケットが損傷する不具合が多発したことから、1960年代後半には、LD-465 マルチフューエルエンジンに換装される二次改修が行われた。この改修を行ったM35A1またはM35は、M35A2の形式番号となって、系列車両とともにその後30年に渡って使用される事となった。LD-465は7,800cc、6気筒でターボチャージャー付きのマルチフューエルエンジンで、基本である軽油のほか、ガソリン、ジェット燃料も使用可能であった。このエンジンはコンチネンタル、ヘラクレス社、ホワイト・モーター社で同仕様の物が併行生産された。また、このエンジンは、M35A2の生産中に、初期モデルのLD-465-1からLDT-465-1C、更にLDT-465-1Dと改良されており、形式番号は変わっていないが、M35A2の性能もこれに伴い向上している。M35A1・A2の生産・改修は、レオ社からカイザー社に移行し、その後カイザーの吸収合併・分社化により、最終的にAMゼネラル社による生産となった。M35A2は1988年まで生産が継続され、総計で150,000両を超えるM35系トラックが生産された。
この後、湾岸戦争後の1994年になって、一部のM35A2に対する寿命延長プログラム（Extended Service Program, ESP）が適用され、キャタピラー社製3166 ディーゼルエンジンへの換装、変速機をマニュアルからオートマチックに変更、大径14.50×R20の全地形対応ラジアルタイヤの装着（後輪はシングルに変更）、および、その他各部の近代化改修が実施された。この第三次改修（ESP）を適用した車両はM35A3と呼称される。外見的な識別点としては、それまでフロントグリル両端に装備されていたヘッドライトが、左右のフロントフェンダー上に移動している点が目立ち、別種の車両であるような印象となった。ただ、この頃には、アメリカ軍では後継車種であるFMTVが配備され始めている時期であった事もあって、M35A3への改修を受けた車両は1,800-2,000両程度とされる。
なお、アメリカ陸軍武器科の補給品カタログにおいて用いられる命名法システムでは、M35および系列派生車種はG742として参照される。

## 形式

### カーゴトラック型
M34 カーゴトラック LWB シングルリアタイヤ
最初に生産された、後輪がシングルタイヤのカーゴトラック型。ロングホイールベース。生産は比較的早期に、ダブルタイヤのM35に移行した。
M35 カーゴトラック LWB with or w/o ウインチ
シリーズの基本形となった、後輪がダブルタイヤのカーゴトラック型。ロングホイールベース。
M35C ドロップサイドカーゴトラック LWB with or w/o ウインチ
M35とほとんど同じだが、ドロップサイドカーゴトラック型になっている。荷物の積み下ろしの際、荷台の側板を倒す事が可能。
M36 カーゴトラック XLWB with or w/o ウインチ
エクストラロングホイールベースで、後輪がダブルタイヤのカーゴトラック型。
M36C ドロップサイドカーゴトラック XLWB with or w/o ウインチ
エクストラロングホイールベースのドロップサイドカーゴトラック型。

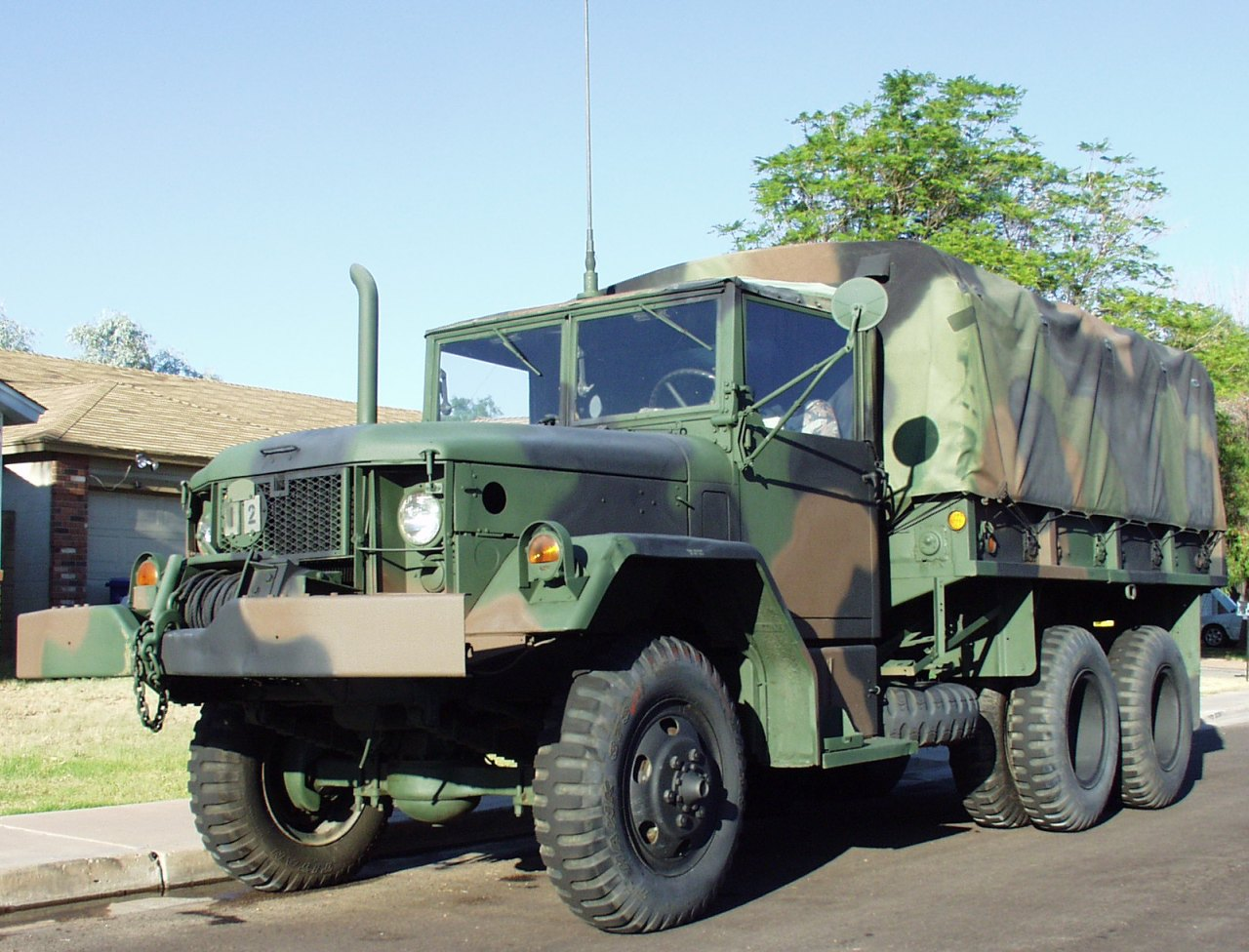
NATO迷彩のM35A2
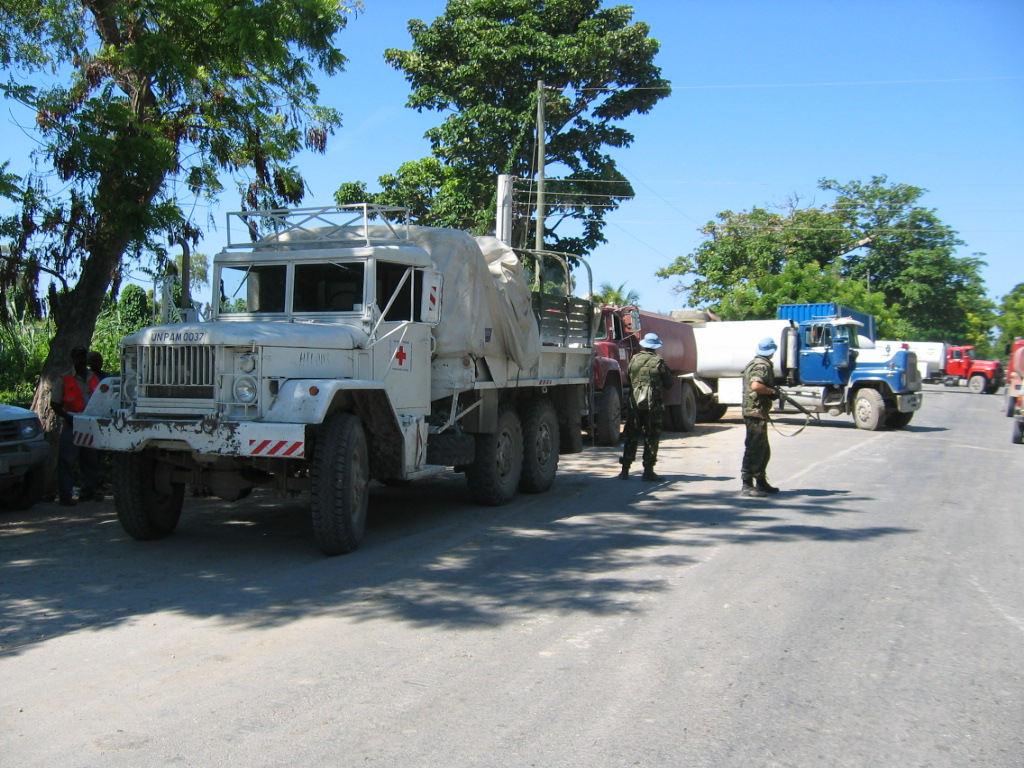
赤十字塗装のM35A2
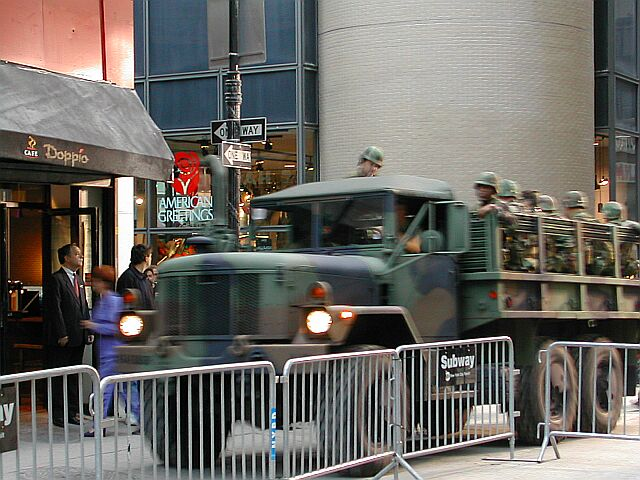
NATO迷彩のM35A3。ヘッドライトがフェンダーに移動している

### トラックシャーシ
M44 トラックシャーシ LWB with or w/o ウインチ
ロングホイールベースのトラックシャーシ。荷台の無い、キャブとシャーシのみの状態での制式番号。初期にはM34と同様のシングルリアタイヤであったが、後にM35と同じダブルタイヤ仕様に変更された。
M45 トラックシャーシ SWB with or w/o ウインチ
ショートホイールベースのトラックシャーシ。荷台の無い、キャブとシャーシのみの状態での制式番号。
M46C トラックシャーシ XLWB with or w/o ウインチ
エクストラロングホイールベースのトラックシャーシ。荷台の無い、キャブとシャーシのみの状態での制式番号。
M47 ダンプトラックシャーシ SWB シングルリアタイヤ
ショートホイールベースで、後輪がシングルタイヤのダンプトラックまたはダンプ用シャーシの制式番号。生産数は少ないと見られる。
M57 トラックシャーシ SWB シングルリアタイヤ
ショートホイールベース、後輪がシングルタイヤのトラックシャーシ。荷台の無い、キャブとシャーシのみの状態での制式番号。

### 派生型
M48 トラクタートラック LWB with or w/o ウインチ
ロングホイールベースの牽引用トラクター型。
M49 燃料輸送トラック LWB with or w/o ウインチ
ロングホイールベースの燃料タンク搭載型。
M49A2C 燃料輸送トラック LWB with or w/o ウインチ
M49の改良型。
M50 1,000ガロン水タンクトラック LWB with or w/o ウインチ
ロングホイールベースの水タンク搭載型。
M59 ダンプトラック SWB with or w/o ウインチ
ショートホイールベースのダンプトラック型。後輪はダブルタイヤ。
M60 レッカー車 LWB with or w/o ウインチ
ロングホイールベースのレッカー型。荷台にクレーンを装備している。
M108 レッカー車 LWB, with or w/o ウインチ
ロングホイールベースのレッカー型。荷台にクレーンを装備している。前述のM60 レッカーとほとんど同じだが、M108の方が荷台の幅が少し狭く、上面がフラットになっている。
M109 ショップバン LWB with or w/o ウインチ
ロングホイールベースのパネルバン型。
M109A2 ショップバン LWB with or w/o ウインチ
ロングホイールベースのパネルバン型。
M185 ショップバン LWB w/o ウインチ
ロングホイールベースのパネルバン型。
M275 トラクタートラック w/low mtd 5th wheel SWB with or w/o ウインチ
ショートホイールベースの牽引用トラクター型。
M292 バントラック XLWB ハイリフトゲート
エクストラロングホイールベースのパネルバン型で、車体後部にハイリフトゲートを装備。
M342 ダンプトラック SWB with or w/o ウインチ
ショートホイールベースのダンプトラック型。M47、M59の改良型。
M387 自走ロケット弾発射機
M44 トラックシャーシに搭載されたミサイル / ロケット弾発射機。MGM-18 ラクロス地対地ミサイルの移動式発射台として開発された。
M398 自走ロケット弾発射機
M45 トラックシャーシに搭載されたミサイル / ロケット弾発射機。MGM-18地対地ミサイルの移動式発射台として開発された。
M756 パイプライン修理トラック 2 1/2-ton 6x6 with ウインチ
パイプライン修理用途の工兵隊向け車両。
M763 電話回線修理トラック
電話回線修理用途の工兵隊向け車両。
M764 ボーリング&ポール設置トラック 2 1/2-ton 6x6 with ウインチ
ボーリング、およびポール設置用途の工兵隊向け車両。

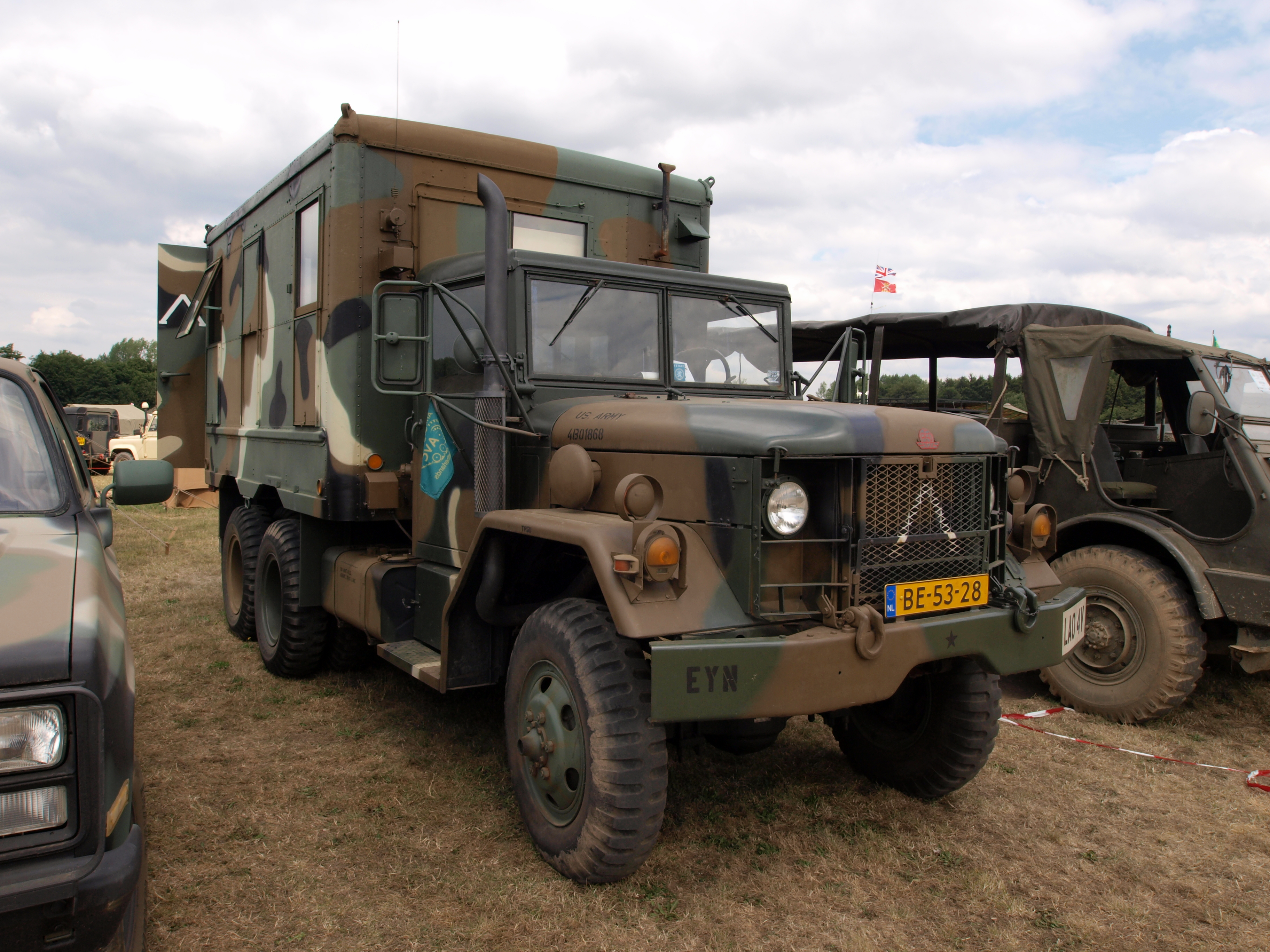
MERDC迷彩のM109A2 ショップバン
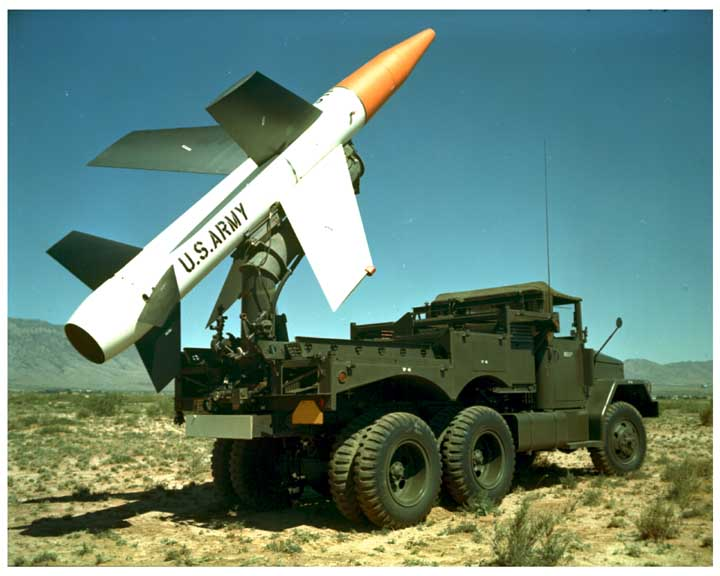
MGM-18地対地ミサイルランチャー搭載型

### ライセンス生産型

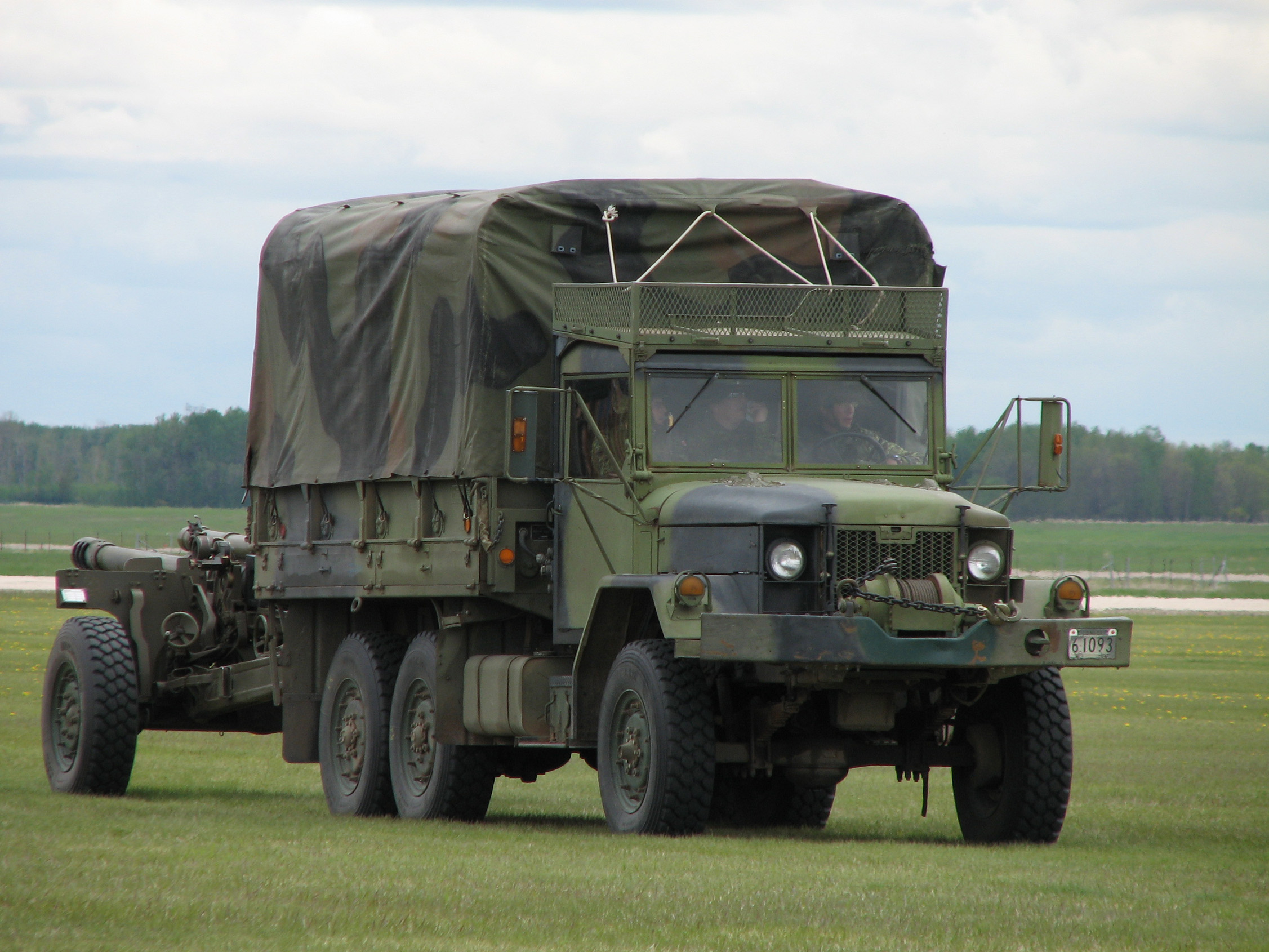
カナダ軍のMLVW

カナダのボンバルディア社ではMLVW（Medium Logistics Vehicle Wheeled）、韓国の起亜自動車ではKM250が、それぞれM35A2をベースとしたライセンス生産型として開発・製造され、それぞれの国軍で採用されている。
カナダ軍のMLVWはデトロイトディーゼル社製8,200cc ディーゼルエンジンを搭載しており、外観的にはM35A2 カーゴトラックとほとんど同じであるが、オリジナルのM35A2より大径の全地形対応ラジアルタイヤを装着し、キャブのルーフ上に荷物ラックが増設されている。
韓国軍のKM250は起亜製7,400cc ディーゼルエンジンを搭載しており、外観的にはヘッドライトが左右フロントフェンダーに装着されているため、M35A3に似た外観になっている。一方、タイヤサイズ、配置は従来のM35A2とほぼ同じ形態である。KM250にもM35と同様に、いくつかの派生型が存在する。
KM250 カーゴトラック
ロングホイールベースのカーゴトラック型。
KM251 カーゴトラック
エクストラロングホイールベースのカーゴトラック型。
KM255 4,540リットル燃料タンクトラック
燃料タンク搭載型。
KM256 3,800リットル水タンクトラック
水タンク搭載型。
KM258 ショップバン
パネルバン型トラック。
KM259 除染トラック
毒ガスなどの汚染除去用特殊車両。

## 使用国
- アメリカ合衆国 - FMTVに更新。
- アルゼンチン
- ブラジル
- カンボジア
- カナダ - 「MLVW」の名称でライセンス生産。
- チリ
- 中華民国
- コロンビア
- コンゴ民主共和国
- ジブチ
- ドミニカ共和国
- エクアドル
- エジプト
- エルサルバドル
- ギリシャ
- ホンジュラス
- インドネシア
- イラク

- イスラエル
- 大韓民国 - 「KM250」の名称でライセンス生産。
- レバノン
- 北マケドニア
- メキシコ
- モナコ
- ニカラグア
- モルドバ
- フィリピン
- ポルトガル
- パキスタン
- サウジアラビア
- タイ
- チュニジア
- トルコ
- ベネズエラ
- ベトナム

## 登場作品

### 映画
『戦火の勇気』
アメリカ陸軍の駐屯地内を多数の車両が走行している。
『ブラックホーク・ダウン』
アメリカ陸軍のM35A2が登場。デルタフォースとレンジャー部隊の移動・輸送手段となり、身柄を確保したアイディード派幹部を移送する。しかし、防弾性能がほとんどないことから、ソマリア民兵の銃撃で車内の乗員に被害が出てしまう。